# О Клер (Пенсилванија)
О Клер (енгл. Eau Claire) град је у америчкој савезној држави Пенсилванија.

## Демографија
По попису из 2010. године број становника је 316, што је 39 (-11,0%) становника мање него 2000. године.
| Група             | 2000.       | 2010.       |
| Белци             | 353 (99,4%) | 314 (99,4%) |
| Афроамериканци    | 1 (0,3%)    | 1 (0,3%)    |
| Азијати           | 1 (0,3%)    | 0 (0,0%)    |
| Хиспаноамериканци | 0 (0,0%)    | 0 (0,0%)    |
| Укупно            | 355         | 316         |